# Omahagambiet
Het Omahagambiet is in een schaakpartij een variant van de Weense opening. Het gambiet heeft de beginzetten:
1. e4 e5
2. Pc3 d6
3. f4